# Il mio amico Nanuk
Il mio amico Nanuk (The Journey Home) è un film del 2014 diretto da Roger Spottiswoode e Brando Quilici.
Brando Quilici ha pubblicato per Sperling & Kupfer un romanzo omonimo uscito il 14 ottobre 2014.

## Trama
Circolo Polare Artico Canadese. Luke è un ragazzo di 13 anni e Nanuk un cucciolo di orso polare di 4 mesi. Il giovane Luke sfida i pericolosi elementi naturali per riportare il cucciolo di orso, altrimenti destinato a finire in uno zoo, alla madre orso catturata dai rangers della cittadina di Devon, dove Luke vive, e trasportata in elicottero a Cape Resolute. Lo aiuta nella difficile impresa Muktuk, guida di origini Inuit che conosce bene la regione degli orsi polari. Nel rischioso viaggio fino all'estremo nord, una tempesta e il crollo di giganteschi ammassi di ghiaccio separano Muktuk da Luke e il cucciolo. Abbandonati a loro stessi, i due devono vedersela da soli con branchi di orsi polari, iceberg giganti, orche e lo scioglimento primaverile della banchisa polare. Alla fine Nanuk riesce a tornare dalla mamma orsa e Luke ritorna dalla sua famiglia.

### Personaggi
- Nanuk: Nanuk è un cucciolo di orso polare di 4 mesi. Una notte lui e la madre si spingono fino alla cittadina di Devon per cercare del cibo, che a causa dei cambiamenti climatici ormai scarseggia nelle zone dove normalmente cacciano. Qui mamma orsa e Nanuk entrano dentro al garage della famiglia Mercier, dove i ranger cattureranno mamma orsa, perché considerata pericolosa, e la porteranno nelle terre selvagge dell'Artico. Per sua fortuna Nanuk incontra Luke Mercier, un ragazzo di 13 anni amante della natura e degli animali, che decide di riportarlo alla madre salvandolo così dallo zoo. Nanuk e Luke diventeranno grandi amici e insieme affronteranno molte avventure viaggiando verso Cape Resolute, dove è stata portata la madre di Nanuk.
- Luke Mercier: È un ragazzo di circa 13 anni che vive nel villaggio canadese di Devon, alle porte dell'Artico estremo. Ha una grande passione per la natura e per gli sport che praticava spesso con suo padre. Dopo la morte di quest'ultimo in un incidente aereo si ritrova a vivere solo con la madre Madison e la sorella Abbie. Durante uno dei viaggi di lavoro della madre, ricercatrice in Artide che segue gli spostamenti delle balene beluga, troverà abbandonato nel suo garage un cucciolo di orso polare separato dalla madre. Deciderà allora di sfidare le terre dell'Artico per ricongiungere il piccolo Nanuk con mamma orsa. In quest'avventura lo aiuterà Muktuk, esperta guida artica di origini Inuit e grande amico. Nel suo viaggio Luke capirà che questo apparente deserto di ghiaccio è in realtà pieno di vita, soprattutto nella stagione primaverile quando milioni di mammiferi marini si spostano verso le cosiddette oasi Polari per cercare cibo.
- Muktuk: È un'esperta guida artica è il migliore amico del defunto padre di Luke, di origini per metà canadesi e per metà Inuit. Il giorno del tragico incidente sul ghiaccio che gli è costato la vita, il papà di Luke era proprio con Muktuk e da quel giorno la famiglia di Luke lo ritiene responsabile dell'accaduto e per questo ha interrotto ogni rapporto con lui. Luke invece ricorda quello che suo padre gli diceva sempre: "Se sei nei guai o hai un problema rivolgiti a Muktuk". Infatti la sua grande conoscenza dell'ambiente polare e dei suoi segreti e pericoli si rivelerà fondamentale per aiutare Luke a riportare Nanuk fino a Cape Resolute dove mamma orsa è stata trasportata.
- Madison Mercier: È una ricercatrice esperta di natura che studia da anni gli animali polari, in particolar modo un branco di beluga (balenottero bianco) e segue le loro migrazioni stagionali verso le oasi polari, dove in primavera milioni di mammiferi marini convergono per la stagione dell'accoppiamento. Durante la sua assenza i suoi due figli, Abbie e Luke, restano con Zia Rita, sorella del loro papà. Da quando ha perso il marito in un tragico incidente due anni addietro, Madison è diventata particolarmente protettiva nei confronti dell'avventuroso figlio maschio.
- Abbie Mercier: Sorella di Luke, vive con lui e la mamma Madison nel villaggio canadese di Devon, alle porte dell'Artico estremo.
- Zia Rita: Zia di Luke e Abbie, sorella del loro papà, vive anche lei nel villaggio di Devon alle porte dell'Artico estremo, si prende cura dei nipoti nei periodi in cui i due rimangono senza la madre a causa dei suoi viaggi per lavoro. A zia Rita piace cucinare dolci per i nipoti ed è con loro molto protettiva.

## Produzione
Il progetto nasce da un'idea di Brando Quilici, documentarista e fotografo che ha lavorato per anni nelle terre artiche per il National Geographic e Discovery Channel. Quilici ottiene dalla casa di produzione italiana Medusa Film, un'opzione per un contratto di distribuzione del film, e grazie a questo contratto il regista inizia a cercare investitori all'estero. Il progetto viene presentato al produttore statunitense Jake Eberts, premio Oscar per film quali Gandhi, Balla coi lupi e Momenti di gloria. Con Jake Eberts vengono trovati i finanziatori internazionali necessari alla produzione. La sceneggiatura viene scritta insieme a Hugh Hudson (regista Premio Oscar per Momenti di Gloria). Nel settembre 2012 Jake Eberts, malato da tempo, viene a mancare poco prima dell'inizio della produzione e il film viene dedicato alla sua memoria. Dopo la scomparsa dell'amico e collega, Hugh Hudson preferisce tirarsi indietro.
Al suo posto viene chiamato il regista canadese Roger Spottiswoode, regista di famosi film come Sulle tracce dell'assassino e Il domani non muore mai, firmando un accordo di co-regia e prendendo il posto di Hudson. Altra importante persona che contribuisce alla creazione del film è il cameraman specializzato in regioni polari Doug Allan (tre Emmy Awards per la serie Il pianeta vivente e Life in the freezer della BBC) ed è lui a realizzare le riprese più avventurose di madri e cuccioli di orsi nel loro habitat naturale, nelle isole Svalbard.
Il film viene interamente girato tra il Canada, nella regione di Manitoba e nella baia di Hudson per le scene di azione con gli attori, e le isole Svalbard, per cogliere riprese della vita degli orsi nel loro ambiente naturale.
A causa della sua rapida crescita fisica, il cucciolo di orso può girare per poco meno di un mese e mezzo, quindi tutta la produzione viene completata in 32 giorni. Per questo la ricerca delle location, la sceneggiatura di Hugh Hudson e le fotografie di Doug Allan sono state preparate da Brando Quilici dal novembre 2011, un anno e mezzo prima della realizzazione del film. Inoltre per meglio comprendere come realizzare il film vengono fatti sopralluoghi in tutte le zone in cui si sarebbe girato. Le riprese vengono curate da tre unità che lavorano in contemporanea: Roger Spottiswoode si occupa delle scene con dialoghi ed attori; un altro gruppo con Doug Allan realizza le riprese naturalistiche con madri e cuccioli in natura; Brando Quilici invece dirige la parte della storia nelle zone dell'Alto Artico con le controfigure e con gli orsi nel loro ambiente naturale.
Nel film Nanuk è interpretato dall'orsetto Pezoo, nato il 5 dicembre 2012 al Haichang Tianjin Polar Ocean World di Pechino da un'orsa adulta di nome Huan Huan. Fin dalla sua nascita un numeroso team di medici si è preso cura di lui. Per diventare il protagonista del film Il mio amico Nanuk, il cucciolo Pezoo ha dovuto ottenere molteplici certificati internazionali che ne comprovassero la provenienza e lo stato di salute, oltre a volare dall'Asia al Canada con un aereo speciale modificato appositamente per ospitarlo insieme al suo team fino alla città di Churchill, nella regione del Manitoba.
Una volta arrivato in Canada, Pezoo ha trascorso un mese di quarantena, durante il quale si è ambientato nel nuovo territorio ed è stato monitorato da medici specializzati, nel ranch di Mark Dumas, il trainer di animali più esperto del mondo. Affinché i due protagonisti del film potessero lavorare al meglio insieme, Mark ha fatto in modo che Dakota Goyo e Pezoo si conoscessero molto bene. L'attore e l'orso hanno passato moltissimo tempo insieme giocando e familiarizzando. Mark ha inoltre insegnato al giovane Dakota come avvicinarsi a Pezoo senza disturbarlo e facendo attenzione ai suoi movimenti.

## Distribuzione
Il film è stato presentato in anteprima al Festival internazionale del film di Roma come evento speciale nella sezione Alice nella città. Il film viene distribuito in Italia da Medusa Film in 300 copie a partire dal 13 novembre 2014.